# Burgale
Jezioro Burgale – przepływowe jezioro wytopiskowe w Polsce, położone w województwie pomorskim, w powiecie kwidzyńskim, w gminie Prabuty, na obszarze Pojezierza Łasińskiego.

## Opis
Jezioro położone jest na wschód od wsi Stańkowo. Przy południowym jego krańcu przebiega trasa drogi wojewódzkiej nr 521, zaś przy wschodniej linii brzegowej graniczy z województwem warmińsko-mazurskim.

## Dane morfometryczne
Jezioro znajduje się na wysokości 90,4 m n.p.m. Jego powierzchnia wynosi 79 ha. Średnia głębokość dla jeziora Burgale to 4,6 m, natomiast maksymalna – 7,4 m. Maksymalna długość to 2100 m, zaś szerokość – 580 m.